# Destrămarea Imperiului Otoman
Destrămarea Imperiului Otoman  (24 iulie 1908 – 30 octombrie 1918) include o serie de evenimente majore, începând cu Revoluția Junilor Turci și instalarea celei de-a doua perioade constituționale și sfârșind cu împărțirea Imperiului Otoman de către puterile victorioase în Primul Război Mondial. 

## A doua perioadă constituțională, 24 iulie 1908
Vedeți și: A doua perioadă constituțională în Imperiul Otoman

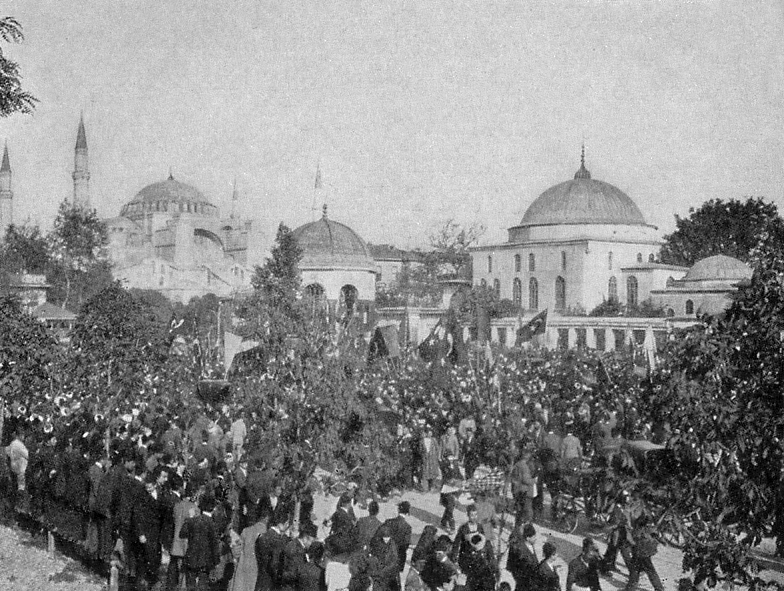
Demonstrație de masă în timpul Revoluției Junilor Turci în cartierul Sultanahmet al Constantinopolului, 1908

În doar câteva săptămâni din iulie 1908, Revoluția Junilor Turci a modificat radical structura politică a Imperiului Otoman. 
Regimul sultanului Abdul Hamid dura de 35 de ani și sistemul autocratic dezvoltat în anii domniei sale a fost distrus de revoluție. Armenii, sirienii romano-catolici, grecii din insulele Mării Egee și bulgarii și-au unit eforturile pentru progresul imperiului. În imperiu a apărut o mișcare pentru unificare și diferitele grupuri, care luptaseră până atunci între ele, au început să lucreze împreună pentru salvarea statului comun. Liderii mișcării clandestine  Organizația Revoluționară Internă Macedoneană (VMRO) au fraternizat cu membrii Comitetul Unității și Progresului. Grecii și bulgarii au colaborat în cel de-al doilea partid mare din Imperiul Otoman, Uniunea Liberală. Federaliștii bulgari au întâmpinat cu entuziasm revoluția și mai apoi s-au alăturat vieții politice în cadrul Partidului Popular Federativ. Unii lideri considerați extremiști, precum Sandanski sau Cernopeev, s-au alăturat mișcării revoluționare și au participat la marșul spre Constantinopol  pentru înfrângerea  „încercării de sabotare a Constituției”. Bulgarii de toate orientările politice s-au organizat în partide și au participat la alegerile generale. Armenii s-au organizat în Armenakan, Partidul Social Democrat Hunchakian (Hunchakian) și Federația Revoluțuionară Armeană (Dashnak ori Tashnag) și au început să activeze în legalitate, fără să se mai teamă de represiuni. 

## Nemulțumirea față de regimul constituțional
După ce entuziasmul începutului s-a mai domolit, pături tot mai largi ale populației au început să-și manifeste nemulțumirea față de noul regim  la începutul anului 1909. Tema unificării nu a mai rezistat. Noul sistem politic plecase de la prezumția că cetățenii imperiului urmau să se unească sub steagul unei mișcări atotcuprinzătoare, otomanismul. Procesul înlocuirii instituțiilor monarhice cu unele constituționale și de acceptare a politicilor electorale s-a dovedit mult mai complicat decât se crezuse. Regiunile periferice ale imperiului au continuat să lupte pentru secesiune. 
Abordările politice ale lui Abdul Hamid au făcut ca echilibrul dintre musulmani și creștin i să fie imposibil de atins. Noua conducere, împovărată de luptele religioase și etnice, reușea cu greu să rezolve problemele imperiului, 

### Uniunea  Grecia-Creta, 1908
Vedeți și: Statul Cretan
La scurtă vreme după revoluția din 1908, deputații cretanii au proclamat unirea  cu Grecia, profitând de frământările revoluționare și de lipsa premierului  Zaimis din Creta.  Problema unirii nu a fost rezolvată în 1908, ci un  an mai târziu, când, liderii otomani au decis ca, atâta vreme cât ordinea publică era menținută și drepturile musulmanilor respectate, chestiunea unirii urma să fie negociată. 

### Adoptarea alfabetului latin de către albanezi, 1909
Albanezii din Tirana  și Elbassan au fost printre primele grupuri care s-au alăturat mișcării constituționale. Datorită granițelor naționale în continuă mișcare din Balcani, albanezii fuseseră marginalizați ca popor. Cel mai important factor unificator al albanezilor, limba vorbită, era lipsită de o formă literară și de un alfabet recunoscut. Albanezii aveau de ales dintre alfabetele latin, chirilic sau arab, fiecare având susținătorii lui, orientați diferit din punct de vedere politic sau religios. În 1908, la doar o lună după ce o rebeliune a Junilor Turci în Macedonia și Kosovo la care au participat și albanezi s-a transformat într-o insurecție în rândurile armatei imperiale, sultanul Abdül Hamid al II-lea  a acceptat să restaureze regimul constituțional. Numeroși albanezi au participat la rebeliunea Junilor Turci, sperând că în acest fel își vor cuceri dreptul la autonomie în cadrul imperiului. Junii Turci au anulat interdicția asupra organizării învățământului în limba albaneză. Ca urmare, intelectualii albanezi au hotărât în cadrul unei întâlniri din Manastir din 1908 să folosească alfabetul latin. Noul guvern otoman a încercat să facă apel la solidaritatea islamică și pentru aceasta a apelat la clerul musulman în încercarea de impunere a alfabetului arab. În ciuda presiunilor, albanezii au refuzat să accepte să se supună campaniei de „otomanizare” prin forță promovată de Junii Turci. 

### Încercarea de subminare a constituției, 1909

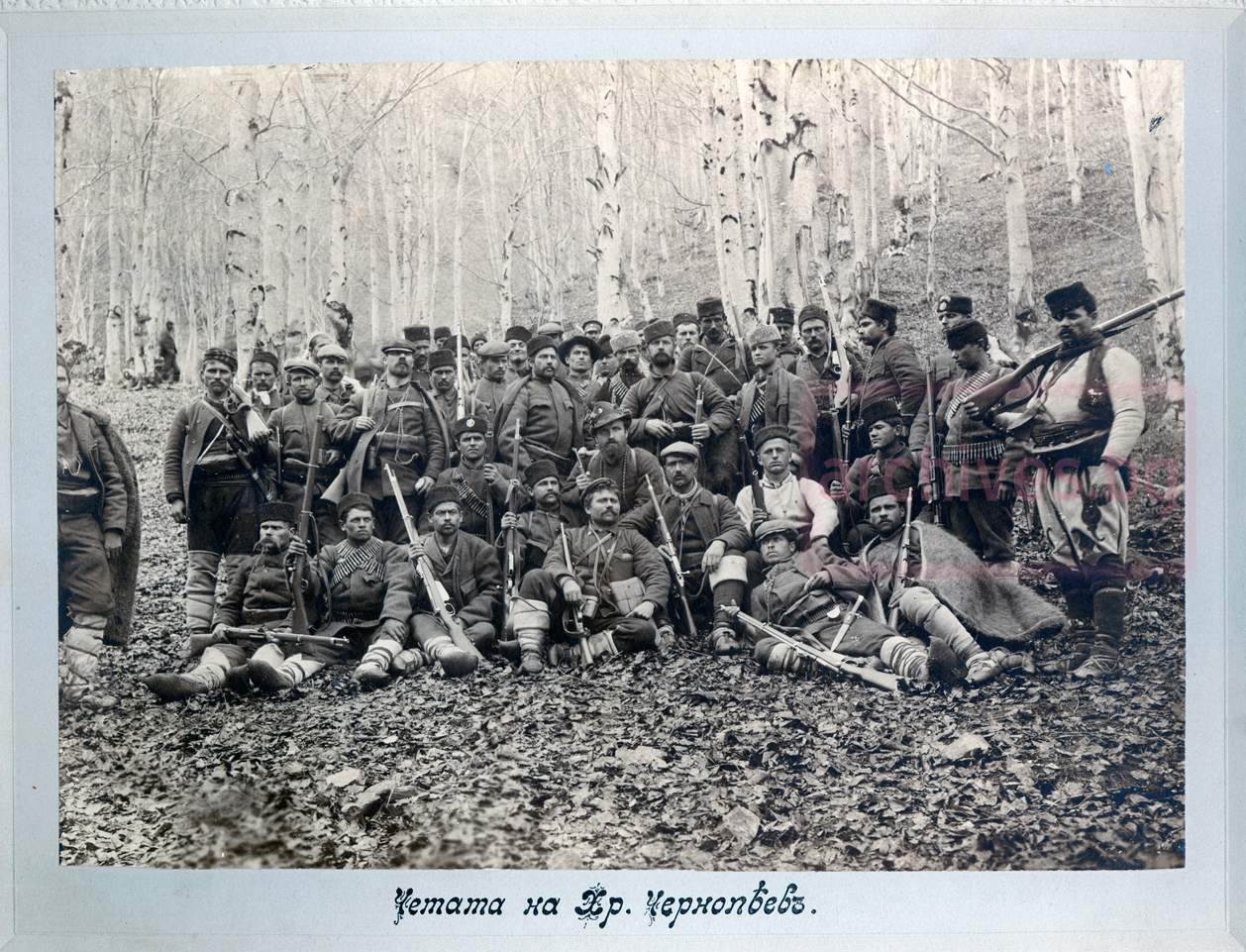
Miliția lui Hristo Cernopeev (1903), care va participa la marșul spre Constantinopol pentru înfrângerea loviturii de stat anticonstituționale din 1909

După nouă luni de la instalarea noului guvern, nemulțumirile fața de regim s-au concretizat într-o mișcare fundamentalistă care a încercat să pună capăt celei de-a doua perioade constituționale și să o înlocuiască cu o guvernare autocratică a sultanlui Abdul Hamid al II-lea.  Sultanul se bucura de încrederea complotiștilor după ce promisese restaurarea califatului, eliminarea politicilor seculare și reintroducerea conducerii pe baza legii islamice. 
Incidentul de pe 31 martie a reprezentat răspunsul Junilor Turci la lovitura de stat fundamentalistă. Pe 13 aprilie 1909, sultanul Abdul Hamid al II-lea a fost detronat, în locul lui fiind proclamat monarh Mehmed al V-lea. Constituția promulgată de Mehmed al V-lea pe 5 august 1909 asigura egalitatea tuturor cetățenilor în domeniul taxelor, serviciului militar (permițând pentru prima oară creștinilor să se înroleze) și al drepturilor politice. Prerogativele sultanului au fost reduse în mod semnificativ, fiindu-i păstrate prerogativele constituționale în domeniul politicii externe și de apărare. 
Noua constituție, care urmărea  un transfer de suveranitate către populație, nu a putut reglementa anumite domenii precum datoria publică, funcționarea Băncii Otomane sau a Administrației Datoriei Publice Otomane datorită caracterului internațional al acestora. Această situație se datora și implicării unor companii străine în executarea sau exploatarea unor lucrări publice, așa cum era cazul Căii Ferate Bagdad, sau a companiilor din domeniul tutunului. 

## Războiul cu Italia, 1911

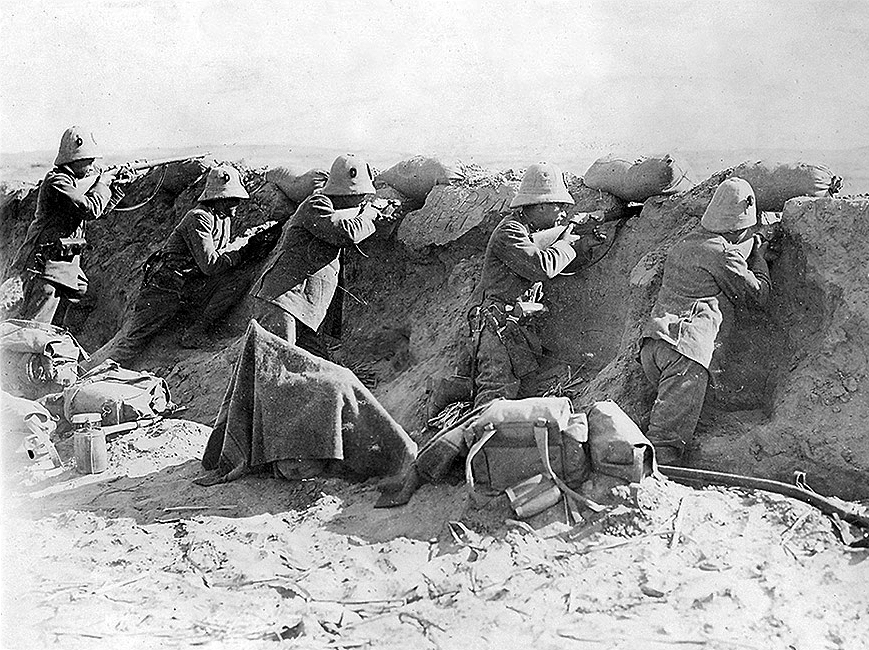
Forțele italiene în Tripoli

Italia a declarat război Imperiului Otoman pe 29 septembrie 1911, cerând cedarea regiunii Cirenaica și a orașului Tripoli. Reacția otomană a fost slabă, iar forțele italiene au ocupat regiunea până pe 5 noiembrie al aceluiași an. (Ocupația a fost confirmată de o rezoluție a Parlamentului Italian de pe 25 februarie 1912). În ciuda amplorii reduse a luptelor, acest război a fost un precursor important al Primului Război Mondial. După ce au remarcat cât de ușor au fost înfrânte trupele otomane în nordul Africii, Liga Balcanică au atacat Imperiul Otoman mai înainte ca războiul cu Italia să se fi terminat.

## Războaiele Balcanice, 1912–1913
Noile state balcanice formate la sfârșitul secolului al XIX-lea și Muntenegru au încercat să acapareze noi teritorii din Albania, Macedonia și Tracia. Formarea incompletă a acestor state naționale cu teritorii desprinse din Imperiul Otoman a creat condițiile declanșării Războaielor Balcanice. Pe 10 octombrie 1912, puterile europene au prezentat o notă colectivă la Constantinopol. Guvernul otoman a răspuns cererilor europene cu privire la reformele din Macedonia pe 14 octombrie. M ai înainte ca turcii să poată începe aplicarea reformelor promise, a izbucnit războiul. În vreme ce puterile europene cereau otomanilor să facă reforme în Macedonie, statele balcanice, încurajate de Imperiul Rus, au semnat o serie de înțelegeri care vizau lupta împotriva turcilor. Astfel, în martie 1912 a fost semnat un acord între Serbia și Bulgaria, acord la care s-a alăturat în octombrie același an și Muntenegru. Acordul sârbo-bulgar prevedea în mod explicit împărțirea Macedoniei. În 1913 a izbucnit o insurecție naționalistă în Albania, iar pe 8 octombrie, Liga Balcanică (Serbia, Muntenegru, Grecia și Bulgaria) a organizat un atac comun împotriva Imperiului Otoman, declanșând Primul Război Balcanic. Atacul puternic al forțelor bulgare în Tracia a împins forțele otomane până la porțile Constantinopolului. Acest război nu a rezolvat conflictul din regiune. La scurtă vreme a izbucnit Al Doilea Război Balcanic. Albania și-a proclamat independența pe 28 noiembrie. Otomanii au fost de acord să înceteze conflictul pe 2 decembrie. Pierderile teritoriale otomane au fost consfințite prin tratatele de la Londra și de la București (1913). Albaniei i-a fost recunoscută independența, iar Imperiul Otoman a pierdut aproape toate teritoriile europene în favoarea statelor balcanice. 

### Cesionarea Kuweitului, 1913
Convenția anglo-otomană din 1913 a fost un acord efemer semnat în 1913 între sultanul Mehmed al VI-lea și guvernul britanic asupra mai multor probleme de interes comun, printre care și statutul Kuweitului. Singura prevedere care a avut consecințe în timp a fost chiar aceea cu privire la statutul Kuweitului, care netezit calea spre obținerea independenței. 
Invazia trupelor britanice din timpul Primului Război Mondial a invalidat practic această convenție. Kuweitul a fost proclamat „Șeicat indepependent sub protectorat britanic”. 

### Independența  Albaniei, 1913
Albania se afla sub stăpânirea otomana de la mijlocul secolului al XV-lea. Grecia a ridicat o serie de pretenții asupra teritoriilor albaneze în timpul Războaielor Balcanice. Albania și-a proclamat independența în 1913.
Marile puteri europene au sprijinit un stat albanez independent în 1913, după încheierea celui de-al Doilea Război Balcanic, dar au permis ca o serie de teritorii locuite de albanezi (aproape o jumătate din populația totală) să fie ocupate de alte statele vecine Serbia, Muntenegru și Grecia. Albanezii au primit un sprijin puternic din partea parlamentarului britanic Aubrey Herbert. Drept urmare, Aubrey Herbert a primit propunerea să devină principe al Albaniei. Această propunere a fost respinsă ca urmare a presiunilor făcute de premierul britanic de atunci, H. H. Asquith. Drept urmare, pe tronul tânărului stat a fost urcat principele german Wilhelm de Wied.  Wilhelm a rămas efectiv pe tron din martie până în septembrie 1914, când a fost obligat să plece în exil. Țara sa a fost ocupată de forțele beligerante din prima conflagrație mondială.

## Perioada până la Primul Război Mondial
La începutul anului 1914, guvernul otoman era concentrat pentru rezolvarea a trei mari probleme. Prima era îmbunătățirea relațiilor cu Bulgaria, a doua era obținerea unui sprijin mai puternic din partea Germaniei și al treilea era negocierile cu puterile europene cu privire la reforma din Armenia. 
În ceea ce privește relația cu Bulgaria, cele două țări își apropiau pozițiile datorită pierderilor teritoriale suferite în cele două Războaie Balcanice (1912–1913). De asemenea, atât Sofia cât și Constantinopolul aveau relații încordate cu Grecia. Ar fi fost de folos ambelor state dacă ar fi dezvoltat politici comune care să le permită să câștige poziții mai bune în regiune. 
În ceea ce privește sprijinul Germaniei ,se pleca de la situația existentă în imperiu la acea dată. Existau trei misiuni militare străine în țară - Misiunea Navală Britanică condusă de amiralul Limpus, Misiunea Jandarmeriei Franceze, condusă de generalul Moujen, și Misiunea Militară Germană condusă de Goltz. Misiunea germană a devenit cea mai importantă printre cele trei. Istoria relațiilor militare germano-otomane data de la sfârșitul secolului al XIX-lea. Marele vizir Halim Pașa și ministrul de război Ahmet Izzet Pașa au fost cei care au inițiat această cooperare militară. Kaiserul  Wilhelm al II-lea a ordonat generalului Colmar Freiherr von der Goltz să organizeze misiunea germană în Imperiul Otoman.
În ceea ce privește Armenia, pachetul de reforme a fost negociat cu Imperiul Rus, protectorul creștinilor armeni, care acționa ca împuternicit al Marilor puteri europene. Pachetul de reforme, care a fost definitivat în februarie 1914, a fost bazat pe aranjamente semnate încă în 1878. În conformitate cu aceste acorduri, urmau să fie numit un inspector general pe o perioadă de 10 ani, ale cărui puteri și îndatoriri erau de fapt cheia întregii probleme. Acest inspector urmau să nu poată fi revocat pe întreaga perioadă a mandatului. 

### Capitulațiile și datoria publică
Atunci când s-a luat hotărârea instituirii capitulațiilor, liderii otomani au considerat că imperiul va beneficia de asistența puterilor străine. Capitulațiile prevedeau ca privilegiile să fie bazate pe criterii religioase. Relațiile dintre lumile creștină și musulmană erau fundamentate pe principii diferite.  Străinii și-au asigurat numeroase privilegii (sau „capitulații”) care nu puteau fi supuse jurisdicției locale, dar erau supuse codurilor juridice din propriile țări și erau administrate prin intermediul propriilor lor curți consulare. 
Ca urmare, aproape toate afacerile importante ale imperiului au intrat sub controlul ne-musulmanilor – armeni, evrei, italienei, francezi, germani sau britanici, care nu erau supuși jurisdicției otomane. Indiferent dacă se deschideau mine, se construiau căi ferate sau sisteme de irigații, capitalul și inginerii străini erau implicați în exclusivitate. Acest sistem produsese un mediu social și de afaceri în care otomanii musulmani rămâneau săraci, iar nivelul lor de educație nu creștea deloc. In plus, străinii ocupau poziții privilegiate, cetățenii britanici, francezi, germani și austrieci formând o clasă separată față de cei otomani, indiferent dacă aceștia din urmă erau musulmani, evrei sau creștini greci sau armeni. Otomanii considerau pe de altă parte că aceste capitulații erau motiv și mijloc de corupție. Oficialii reprezentanți ai diferitelor structuri administrative pretindeau mită ori de câte ori aveau prilejul, favorizând în schimb afaceriștii străini printr-o politică fiscală separată, împiedicând dezvoltarea industriilor locale și sufocând orice încercare de independență a afaceriștilor otomani. Cetățenii puterilor străine erau practic exceptați de la plata taxelor și impozitelor, spre deosebire de supușii imperiului. Cetățenii străini nu puteau fi cercetați de autoritățile juridice otomane, se bucurau de libertate de mișcare și pașapoarte sigure din partea consulilor lor și puteau fi judecați doar de curți de justiție din țările de origine. Toate aceste privilegii speciale erau cunoscute cu numele de „capitulații”. Pe 10 septembrie 1915, Talal Pașa a abolit sistemul capitulațiilor, acțiune pe care însă beneficiarii privilegiilor au refuzat să o recunoască. 
Datoria publică otomană era o parte a unei scheme mai largi de control politic, prin care marile puteri căutau să obține avantaje care erau însă în împotriva intereselor imperiului. Datoria publică otomană totală era în anul izbucnirii Primului Război Mondial de 716.000.000$. Franța creditase cu 60% din suma totală, Germania cu 20% și Regatul Unit cu 15%. Datoria era administrată de Administrația Datoriei Publice, iar autoritatea se extindea asupra Băncii Centrale Otoman. Administrația Datoriei Publice controla cele mai importante surse de venituri ale imperiului. Controlul se extindea chiar și în domeniul stabilirii taxelor agricole din provincii. 

## Primul Război Mondial, 1914–1918

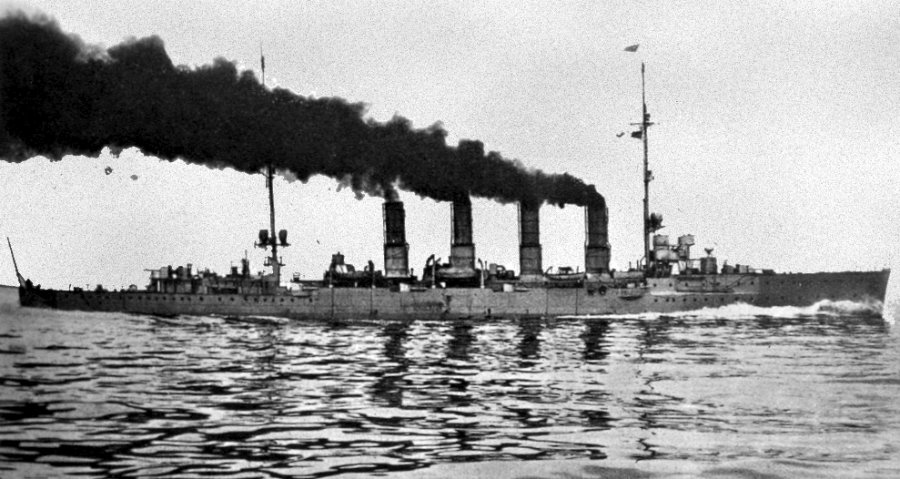
Crucișătorul ușor german Breslau după bombardarea portului mediteranean Theodosia

În momentul izbucnirii Primului Război Mondial, guvernul otoman a proclamat  neutralitatea țării. Pe 10 septembrie, marele vizir  Said Halim Pașa a anulat capitulațiile, care garantau privilegii speciale cetățenilor străini. 
Pe 28 septembrie, strâmtorile Bosfor și Dardanele au fost închise traficului naval internațional. Traficul prin strâmtori era vital pentru Imperiul Rus,pentru asigurarea legăturilor cu aliații occidentali. Pe 19 octombrie, după ce nave ale flotei britanice din Mediterana au eșuat în încercarea de interceptarea a crucișătorului de linie Goeben și crucișătorului ușor Breslau ale marinei germane, aceste din urmă vase au fost donate Marinei Otomane. Odată cu semnarea unei înțelegeri cu misiunea militară germană, Comitetul Unității și Progresului a fost de acord să păstreze echipajele germane. Pe 21 octombrie s-a anunțat că încă 600 de ofițeri germani urmau să se alăture misiunii lor militare din Imperiul Otoman. Pe 29 octombrie, Breslau a bombardat portul rus Feodosia de la Marea Neagră. Pe 2 noiembrie, marele vizir și-a exprimat regretele pentru această operațiune navală. Ministrul rus al afacerilor externe, Serghei Sazonov,  a declarat în schimb că scuzele au venit prea târziu și că Imperiul Țarist consideră că acest raid este un act de război. Guvernul otoman a încercat să explice că ostilitățile au fost declanșate de ofițerii germani, care nu au respectat ordinele otomane. Aliații au insistat ca otomanii să plătească daune Rusiei, să demită pe toți ofițerii germani de pe cele două vase și să interneze echipajele până la sfârșitul războiului. Pe 5 noiembrie însă, mai înainte ca să primească răspunsul oficial otoman, guvernele francez și britanic au declarat război Imperiului Otoman. Pe 14 noiembrie, otomanii declarau la rândul lor război Aliaților.
Pe 29 octombrie, Aliații prezentaseră marelui vizir Said Halim Pașa o notă, prin care îi avertiza pe otomani că Aliații au semnat o înțelegere cu Egiptul, iar orice acțiuni ostilă împotriva acestuia din urmă putea fi considerată drept o declarație de război. Existau o serie de motive bine întemeiate pentru alegerea făcută de otomani. La început, cei mai mulți membri ai guvernului în frunte cu Talaat Pașa preferau să implice imperiul în luptă de partea britanicilor. Dar britanicii urmăreau satisfacerea intereselor lor alături de cei mai importanți aliați europeni. În jocul politic european, Rusia juca un rol foarte important. Când Regatul Unit a fost atras în Tripla Alianță și a început să cultive relații speciale cu Imperiul Rus, Poarta Otomană a început să-și piardă încrederea în britanici. Poarta a început să-și îndrepte privirile spre Imperiul German, în ciuda opoziției din parlament. Regatul Unit și Franța au sprijinit la nivel diplomatic Italia să ocupe Tripoli. Interesul Rusiei pentru strâmtori (pentru acces liber a flotei  din Marea Neagră spre Mediterana și Oceanul Atlantic) era bine cunoscut. Toate aceste condiții puneau Regatul Unit, Franța și Rusia pe o poziție divergentă față de cea a Germaniei. Astfel, politica Porții a fost înclinată în favoarea unei alianțe cu Berlinul. O alianță otomano-germană promitea să asigure securitatea strâmtorilor împotriva unui atac rusesc. Negocierile dintre cele două puteri au dus în cele din urmă la trecerea otomanilor de partea germanilor, care promitea un ajutor economic consistent și acceptarea controlului otoman asupra unor teritorii țariste. 
Intrarea în război de partea Germaniei a aruncat Imperiul Otoman într-o perioadă de dezordini. Pe 11 noiembrie a fost descoperită o conspirație împotriva Germaniei și a liderilor otomani. O zi mai târziu a izbucnit o rebeliuni în Adrianopol împotriva misiunii militare germane. Pe 13 noiembrie, o bombă a explodat în palatul lui Enver Pașa, ucigând un ofițer german. Aceste evenimente au fost urmate de alte comploturi antigermane pe 18  noiembrie. Au fost formate comitete de acțiune pentru curățarea țării de susținătorii alianței cu Germania. Ofițerii otomani ai trupelor de uscat și ai marinei au protestat împotriva subordonării față de germani. Pe 4 decembrie a izbucnit revolte în întreaga țară. Nouă zile mai târziu a fost organizată o demonstrație împotriva războiului a femeilor din Konak și Erzurum. Guvernul a trebuit să înăbușe în luna decembrie rebeliuni ale soldaților și marinarilor. 

### Războiul cu Rusia
Vedeți și: Campania din Caucaz (Primul Război Mondial) și Campania din Persia (Primul Război Mondial)
Intrarea otomanilor în război a complicat situația militară a Antantei. Imperiul Rus a fost obligat să lupte pe două noi fronturi:  de unul singur în Caucaz și alături de britanici în Persia (Iran). 
İsmail Enver Pașa a organizat campania de la   pentru cucerirea orașelor Batum și Kars  și, mai departe, a Georgiei și a câmpurilor petrolifere din nord-vestul Persiei. Campania din Caucaz împotriva rușilor a fost un eșec, otomanii pierzând nu doar teren, dar și aproximativ 100.000 de soldați. 
Revoluția Rusă din1917 a fost un eveniment care le-a dat otomanilor o a doua șansă. Rușii, civili sau militari, nu mai doreau să continue războiul. Pe 9 martie 1917, a fost format la inițiativa guvernului provizoriu rus Comitetul Special Transcaucazian, care urma să înlocuiască organele regionale ale puterii țariste în Caucaz. Pe 5 decembrie 1917 a fost semnat armistițiul de la Erzican, prin care s-a pus capăt conflictului dintre ruși și otomani. Marele vizir Tala Pașa a semnat pe 3 martie 1918 Tratatul de la Brest-Litovsk cu Rusia bolșevică. Bolșevicii acceptaseră prin semnarea acestui tratat de pace să cedeze orașele Batumi, Kars și Ardahan în favoarea otomanilor. Aceste regiuni fuseseră ocupate de Imperiul Rus după victoria din războiul din 1877-1878.

### Războiul cu Regatul Unit și Franța
Vedeți și: Campania din Mesopotamia (Primul Război Mondial), Campania din Sinai și Palestina (Primul Război Mondial) , și  Campania Gallipoli 
Britanicii au fost obligați să apere India, zonele petrolifere din sudul Iranului și Egiptul. Pentru aceasta, ei s-au implicat în  campaniile din Mesopotamia și Sinai și Palestina. Aceste campanii au slăbit mult capacitatea de luptă a Antantei și a ușurat-o în schimb pe cea a Puterilor Centrale. 
La început, Ahmed Djemal Pașa a primit ordine să amenințe cu armatele sale Canalul Suez. Drept răspuns, Aliații, în rândul cărora se afla și noul format Corp de Armată Australian și Neo Zeelandez (ANZAC), au deschis un nou front la  Gallipoli.

### Războiul cu Armenia
Vedeți și: Genocidul Armean și Republica Democrată Armeană
În 1917, armata rusă din Caucaz a părăsit pur și simplu linia frontului. Soldații de origine armeană din fosta armată imperială rusă s-au organizat sub comanda generalului  Tovmas Nazarbekian și a comisarului civil Drastamat Kanayan. Alături de aceste forțe regulate, s-au format o serie de miliții, care au dus un război de gherilă împotriva otomanilor. Forțele armenilor au fost plasate pe o linie a frontului care se întindea de la Van la Erzincan.
Pe 3 martie 1918, marele vizir Talat Pașa a semnat Tratatul de la Brest-Litovsk. Rusia bolșevică acceptase prin semnarea tratatului de pace să cedeze Batumi, Kars și Ardahan. Aceste teritorii fuseseră cucerite de ruși în timpul războiului din 1977-1878. În afară de aceste prevederi, exista și o clauză secretă, prin care rușii se obligau să dezarmeze forțele armate armenești
Între 14 martie și 18 aprilie 1918, a avut loc Conferința de Pace de la Trabzon, la care au participat delegații otomani și cei ai Dietei Transcaucaziene. Enver Pașa s-a arătat dispus să renunțe la toate pretențiile asupra Caucazului, cerând în schimb recunoașterea retrocedării către otomani a provinciilor est-anatoliene care îi reveniseră prin tratatul de pace de la Brest-Litovsk. Pe 5 aprilie, șeful delegației transcaucaziene, Akaki Chkhenkeli, a acceptat prevederile tratatului de la Brest-Litovsk ca bază a unor noi negocieri și a telegrafiat guvernelor tinerelor state caucaziene, cerându-le să accepte această poziție. În capitala Armeniei însă, poziția liderilor politici și a populației era diferită. Tbilisiul a anunțat că Armenia și Imperiul Otoman sunt în stare de război.
Armata a 3-a otomană a declanșat atacul împotriva armenilor în aprilie 1918. Pe 28 mai 1918, armenii au proclamat formarea Republicii Democrate Armene. Otomanii s-au ciocnit în mai multe bătălii importante cu armenii: bătălia de la Sardarapat, bătălia de la Kara Killisse (1918), și  bătălia de la Bash Abaran. În ciuda faptului că armenii au reușit să obțină o victorie remarcabilă la Sardarapat, otomanii au reușit să întoarcă cursul războiului. RD Armeană a fost forțată în cele din urmă să semneze pe 4 iunie 1918 tratatul de pace de la Batumi. 
În aceeași lună iunie, armenii din regiunea muntoasă Nagorno-Karabah, conduși de Andranik Toros Ozanian, au fondat Republica Montană Armenia, care a rezistat o vreme armatei otomane.  În iulie, otomanii au trebuit să facă față unei noi amenințări, Dictatura Central Caspiană,  cu care au luptat pentru controlul asupra regiunii Baku de pe malurile Mării Caspice.

### Frontul domestic al imperiului
Vedeți și: Revolta arabă
Șarif Hussein ibn Ali s-a răsculat împotriva dominației otomane în timpul Revoltei arabe din 1916. Un schimb de scrisori dintre liderul arab și Înaltul comisar Henry McMahon l-a convins pe cel dintâi că trecerea de partea Antantei ar fi fost răsplătită cu acordarea independenței regiunilor locuite de arabi, care ar fi format un imperiu întins de la Egipt până în Persia, cu excepția zonelor de interes pentru puterile europene din Kuweit, Aden și zona litorală a Siriei. Hussein a fost conducătorul oficial al revoltei arabilor împotriva dominației otomane. 
În timpul Primului Război Mondial, guvernul otoman a trebuit să facă față problemelor și pe frontul din interior, printre cele mai grave fiind răscoalele armenilor din estul Anatoliei. Guvernul otoman a răspuns prin emiterea  „Legii de strămutare și colonizare”, care a dus la deportarea armenilor din regiune. O serie de istorici consideră că această acțiune poate fi calificată drept genocid la adresa populației armenești.. Acest punct de vedere nu este împărtășit de guvernul turc și de păturile largi ale populație țării, care consideră că cea mai mare parte a deceselor din rândul armenilor otomani se datorează condițiilor grele de viață din Primul Război Mondial, a războiului civil din regiune, care au afectat în egală măsură populația locală, indiferent de religie sau apartenență etnică. Guvernul turc consideră că deportările care au urmat aplicării Legii Tehcir nu au contribuit în mod semnificativ la creșterea mortalității în rândurile armenilor, iar afirmațiile conform cărora otomanii ar fi responsabili de crime de război.

### Armistițiul de la Mudros, 30 octombrie 1918

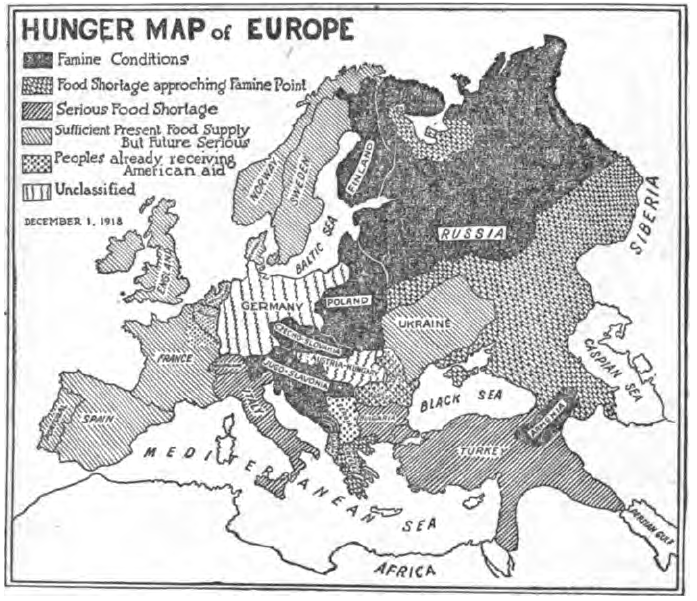
„Harta foametei din Europa” publicată în decembrie 1918 reflectă criza de alimente care a afectat cea mai mare parte a Imperiului Otoman

Participarea Imperiului Otoman la Primul Război Mondial a încetat odată cu semnarea Armistițiului de la Mudros.
Anii războiului au fost cauza agravării extreme Imperiului Otoman. Navele de război Breslau și Goeben au fost scoase din lupte, prima scufundată de o mină, iar a doua eșuată pe un banc de nisip, amândouă pe 20 ianuarie 1919.

## Împărțirea Imperiului Otoman
După Armistițiul de la Mudros, a urmat Ocuparea Constantinopolului de către armatele aliate. Interesele divergente ale puterilor europene, care urmăreau ocuparea unor teritorii cât mai întinse din Imperiul Otoman, au fost armonizate în timpul Conferința de Pace de la Paris din 1919. Tratatul de la Sèvres a fost actul care a pus capăt oficial stării de război dintre otomani și Antanta. 
Tratatul de pace cu otomanii a fost una dintre cele mai greu de rezolvat probleme ale Conferinței de Pace de la Paris. Textul tratatului de pace cu otomanii nu  a fost făcut public până în mai 1920. În ciuda curentului general de opinie, aliații permiteau supraviețuirea sultanatului și admiteau ca otomanii să păstreze Constantinopolul și o zonă restrânsă în jurul orașului. Regiunea litorală a Bosforului și Dardanelelor urmau să capete statut de teritoriu internațional, astfel încât accesul prin strâmtori să fie liber. Regiunea Anatolia, inima puterii otomane timp de șase secole, urma să rămână sub controlul turcilor. 
Regatul Unit și-a atins toate obiectivele stabilite în cadrul acordului secret Sykes-Picot din 1916 cu Franța, prin care se convenise asupra partiționarea Imperiului Otoman. 
Tratatul de pace de la Sèvres conținea prevederi foarte aspre la adresa Imperiului Otoman, prevederi care au fost criticate în epocă și care s-au dovedit imposibil de pus în practică. Semnarea Tratatului de la Sèvres a marcat sfârșitul Imperiului Otoman. 

### Problema Comitetului Uniunii și Progresului (CUP)
Vedeți și: Curțile marțiale turce din 1919-1920 și Exilații din Malta
Comitetul Unității și Progresului (CUP) a fost partidul de guvernare în perioada războiului. În perioada 1919 – 1920 au fost organizate o serie de curți marțiale care au judecat pe principalii lideri ai CUP și pe unii dintre comandanții militari pentru capete de acuzare precum încălcarea constituției, speculă în timp de război și masacrarea armenilor și grecilor. Procesele desfășurate în curțile marțiale otomane au fost folosite pentru scopuri politice clare, Uniunea Liberală reușind să elimine definitiv de pe scena politică rivalul său, CUP.

### Problema sultanatului
Vedeți și: Ocuparea Constantinopolului

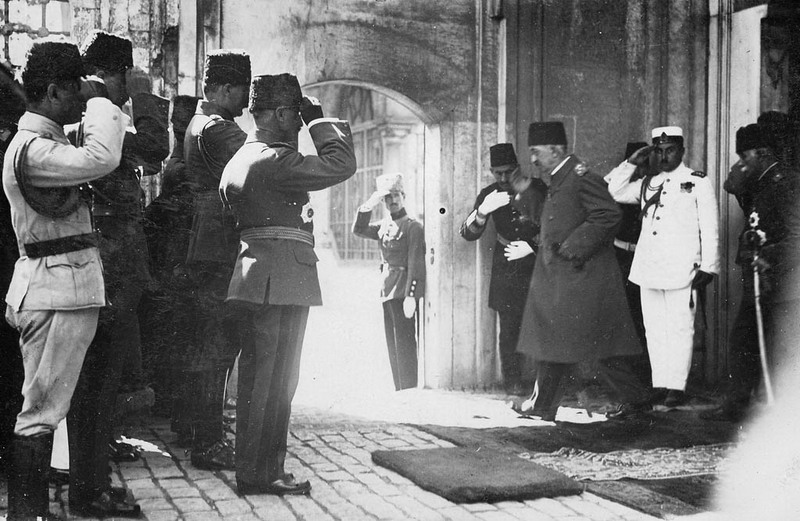
Plecarea ultimului sultan Mehmed al VI-lea în 1922

Tratatul de la Sèvres nu a fost niciodată ratificat. O serie de deputați ai Parlamentului otoman, care au reușit să evadeze din Constantinopolul ocupat de forțele aliate, au ales un nou guvern cu sediul in Ankara, care a funcționat in paralel cu cel al sultanului din capitală. Acest nou guvern a organizat lupta împotriva aliaților și susținătorilor Tratatului de la Sèvres. În 1922, sultanul Mehmet al VI-lea Vahdettin a fost detronat și obligat să părăsească țara. Părțile implicate în conflict au semnat un nou tratat de pace, Tratatul de la Lausanne, care punea capăt existenței Imperiului Otoman și ducea la recunoașterea unui nou stat – Republica Turcia.  

### Problema califatului
Vedeți și:  Califatul Otoman 

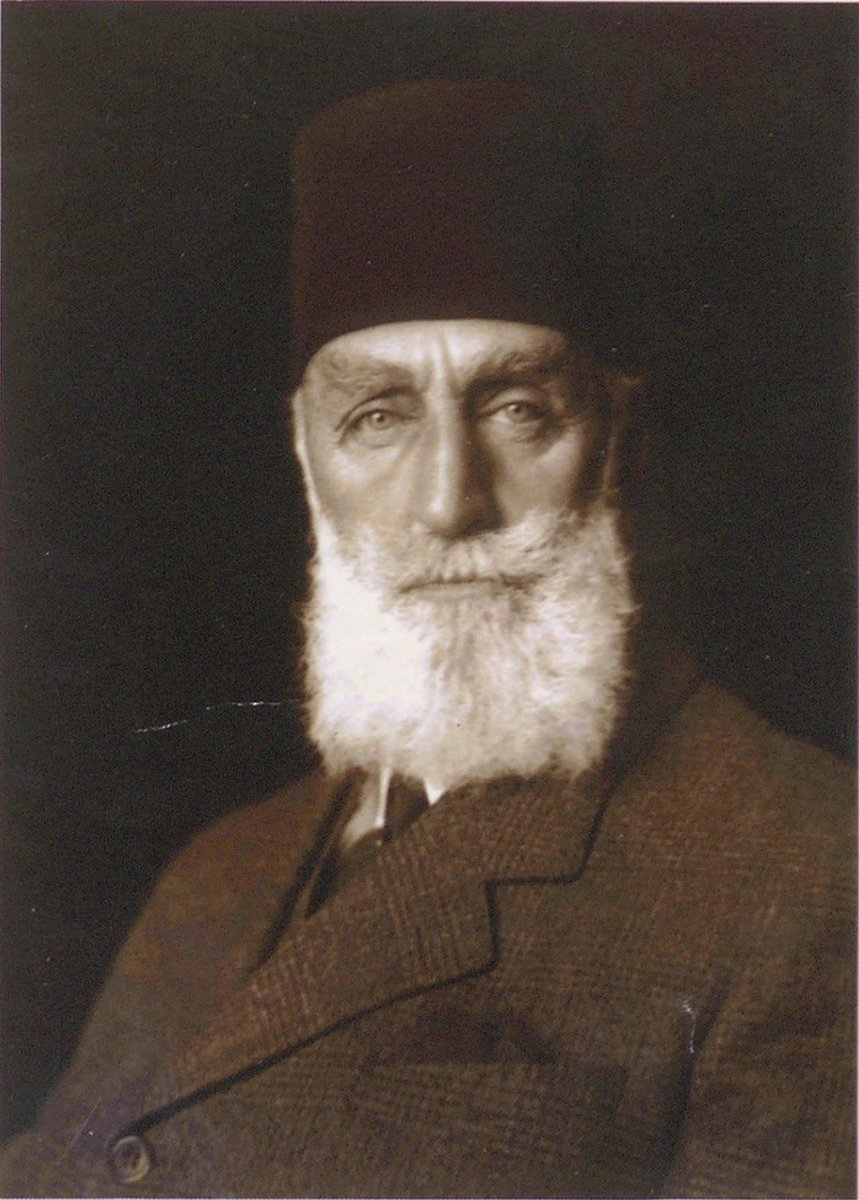
Abdülmecid al II-lea, ultimul calif otoman

După dispariția Imperiului Otoman, o chestiune rămasă în discuție a fost cea a Califatului Otoman. Califii otomani nu au pretins niciodată că ar fi fost descendenții religioși ai Profetului, dar cu toate acestea erau niște personaje cu o mare putere în cadrul imperiului. Musulmanii din Anatolia și India au recunoscut și sprijinit Califatul Otoman. În ciuda puterilor foarte mari conferite de dubla calitate, de sultan și calif, autoritatea lor religioasă nu era recunoscută de sultanul din Maroc, mahdiții egipteano-sudanezi, senussi libanezi, wahhabiții din Peninsula Arabică și arabii din Hedjaz,  Palestina, păstrătorii locurilor sfinte musulmane Mecca, Medina și Ierusalim.
Ultima urmă oficială a imperiului, califatul, a fost abolită în mod oficial din punct de vedere constituțional pe 3 martie 1924. Odată cu abolirea Califatului Otoman de către Marea Adunare Națională a Turciei, numele califului a fost înlocuit în cadrul rugăciunii de vineri din întreaga lume arabă cu cel al șharifului de Mecca, protectorul ereditar ale orașelor sfinte musulmane din, care și-a asumat pentru o scrută perioadă de timp și titlul de calif. 